# Krates (film)
Krates is een Nederlandse stomme film uit 1913 onder regie van Louis H. Chrispijn. De film is gebaseerd op het gelijknamige boek van Justus van Maurik jr.. De film beleefde een groot succes. Hij werd bekeken door een groot aantal mensen, wat erin resulteerde dat de film opnieuw werd uitgebracht in september 1914. Hij kreeg van de pers soms de kritiek een letterlijke kopie van het boek te zijn, maar werd desondanks positief ontvangen.
Er wordt vermoed dat de film verloren is gegaan.

## Verhaal
De film vertelt de levensloop van Theodoor, een gebocheld kind. Hij groeit op in slechte omstandigheden. Zo sterft zijn alcoholistische vader als gevolg van verstikking door drank. Hierna brengt hij zijn dagen zwervend op straat door, raakt betrokken bij het kermisleven en is aanwezig in een tent waar brand uitbreekt. Vervolgens breken er betere tijden aan. Hij groeit uit tot een befaamde violist en huwt met de dochter van een rijke man.

## Rolbezetting
| Acteur                 | Personage                    |
| ---------------------- | ---------------------------- |
| Cor Laurentius         | Jonge Theodoor Makko/Krates  |
| Charles Gilhuys        | Oudere Theodoor Makko/Krates |
| Eugenie Krix           | Juffrouw Ram                 |
| Gerard Pilger sr.      | Philip Strijkman             |
| Willem Hunsche         | Löbell                       |
| Mientje Kling          | Augusta Tournel              |
| Jan van Dommelen       | Signor Carlo                 |
| Alex Benno             |                              |
| Louis Chrispijn jr.    |                              |
| Christine van Meeteren |                              |
| Gerard Pilger jr.      |                              |